# Días de gallos
Días de gallos és una sèrie de televisió argentina de 2021 dramàtica i musical per a adolescents, original de HBO Max. Es va estrenar el 16 de setembre de 2021 per la plataforma de streaming. La ficció mostra la vida d'un grup de joves que es dediquen al freestyle. És protagonitzada per Ángela Torres, Ecko i Tomás Wicz. A més, compta amb les actuacions de Stuart, Klan, Cacha, Roma, Carlos Portaluppi, Paola Barrientos, Delfina Chaves, Julieta Zylberberg, Lautaro Delgado, Franco Rizzaro, Ignacio Quesada, Martín Slipak, Andrea Garrote, Laura Cymer i la presentació de Lautaro Bonomo.
Al març del 2022, HBO Max va confirmar que va renovar la sèrie per a una segona temporada, que es va estrenar el 15 de juny de 2023.

## Argument
La sèrie segueix la història de León, un jove de l'interior que decideix mudar-se a Buenos Aires i es retroba amb els seus dos amics de la infància Andy i Rafaela, qui l'introdueixen en el món competitiu de les batalles de freestyle. A partir d'això, León començarà a entrenar amb Rafaela per a convertir-se en el millor i guanyar cadascuna de les competències fins a arribar la NET sèries i després la Masters Cup.

## Repartiment

### Principal
- Ángela Torres com Rafaela.
- Ecko com León Quinteros.
- Tomás Wicz com Andy.
- Stuart com «Trama».
- Klan com Adrián «Killer».
- Cacha com «Futur».
- Roma com Coral.
- Carlos Portaluppi com Elche.
- Paola Barrientos com Raquel.
- Delfina Chaves com Lucrecia Simoni.
- Julieta Zylberberg com Vanesa.
- Lautaro Delgado com Matías Branco.
- Franco Rizzaro com Jerónimo.
- Ignacio Quesada com Tkiro.
- Martín Slipak com Moro.
- Andrea Garrote com Ana Garrido.
- Laura Cymer com Nadia.
- Lautaro Bonomo com Kiran.

### Secundari
- Facundo Calvo com Mariano.
- Simón Hempe com Simón.
- Sonia Zavaleta com Steffanía.
- Luca Martin com Luca.
- Inti com Danger.
- MP com Prisma.
- Tata com Jabulani.
- Sok com Mxteriox.

### Participacions
- Rafael Spregelburd com Víctor.
- Emmanuel Horvilleur com Comprador.
- Edgardo Castro com Mario.
- David Masajnik com Guillermo.
- Javier Drolas com Pedro Quinteros.
- La Joaqui com Shin pas
- Ca7riel com Alumno rapero.
- Luciano Suardi com Damián Simoni.
- Felipe Colombo com Timo.
- Ale Sergi com Comprador.
- Juliana Gattas com Compradora.
- Natalie Pérez com DJ
- Mateo Sujatovich com Cheto.
- La Queen com Sol.
- Marilina Bertoldi com Profesora.
- NTC com Destroller.
- Diego Domínguez com Keko.

## Episodis
| Temporada | Temporada | Episodis | Episodis | Dates d’estrena        | Dates d’estrena        |
| --------- | --------- | -------- | -------- | ---------------------- | ---------------------- |
|           | 1         | 10       | 10       | 16 de setembre de 2021 | 16 de setembre de 2021 |
|           | 2         | 9        | 9        | 15 de juny de 2023     | 15 de juny de 2023     |

## Primera temporada (2021)
| Núm. total | Núm. de la temporada | Títol                           | Direcció      | Guió                           | Data d'emissió original |
| ---------- | -------------------- | ------------------------------- | ------------- | ------------------------------ | ----------------------- |
| 1          | 1                    | «El regreso»                    | Joaquín Bonet | Joaquín Bonet i Sofía Wilhelmi | 16 de setembre de 2021  |
| 2          | 2                    | «Como una mosca en la telaraña» | Joaquín Bonet | Joaquín Bonet i Sofía Wilhelmi | 16 de setembre de 2021  |
| 3          | 3                    | «Entrenamiento»                 | Joaquín Bonet | Joaquín Bonet i Sofía Wilhelmi | 16 de setembre de 2021  |
| 4          | 4                    | «Novato»                        | Joaquín Bonet | Joaquín Bonet i Sofía Wilhelmi | 16 de setembre de 2021  |
| 5          | 5                    | «Fluidez»                       | Joaquín Bonet | Joaquín Bonet i Sofía Wilhelmi | 16 de setembre de 2021  |
| 6          | 6                    | «El último hombre»              | Joaquín Bonet | Joaquín Bonet i Sofía Wilhelmi | 16 de setembre de 2021  |
| 7          | 7                    | «Épica»                         | Joaquín Bonet | Joaquín Bonet i Sofía Wilhelmi | 16 de setembre de 2021  |
| 8          | 8                    | «Bronca»                        | Joaquín Bonet | Joaquín Bonet i Sofía Wilhelmi | 16 de setembre de 2021  |
| 9          | 9                    | «Orgullo»                       | Joaquín Bonet | Joaquín Bonet i Sofía Wilhelmi | 16 de setembre de 2021  |
| 10         | 10                   | «Sorpresa»                      | Joaquín Bonet | Joaquín Bonet i Sofía Wilhelmi | 16 de setembre de 2021  |

## Segona temporada (2023)
| Núm. total | Núm. de la temporada | Títol          | Direcció                            | Guió                           | Data d'emissió original |
| ---------- | -------------------- | -------------- | ----------------------------------- | ------------------------------ | ----------------------- |
| 11         | 1                    | «Fiesta»       | Eugenio Caracoche i Mariano Ardanaz | Joaquín Bonet i Sofía Wilhelmi | 15 de juny de 2023      |
| 12         | 2                    | «Reloj de oro» | Eugenio Caracoche i Mariano Ardanaz | Joaquín Bonet i Sofía Wilhelmi | 15 de juny de 2023      |
| 13         | 3                    | «Equilátero»   | Eugenio Caracoche i Mariano Ardanaz | Joaquín Bonet i Sofía Wilhelmi | 15 de juny de 2023      |
| 14         | 4                    | «Distancias»   | Eugenio Caracoche i Mariano Ardanaz | Joaquín Bonet i Sofía Wilhelmi | 22 de juny de 2023      |
| 15         | 5                    | «Competencia»  | Eugenio Caracoche i Mariano Ardanaz | Joaquín Bonet i Sofía Wilhelmi | 22 de juny de 2023      |
| 16         | 6                    | «Reparaciones» | Eugenio Caracoche i Mariano Ardanaz | Joaquín Bonet i Sofía Wilhelmi | 22 de juny de 2023      |
| 17         | 7                    | «Legado»       | Eugenio Caracoche i Mariano Ardanaz | Joaquín Bonet i Sofía Wilhelmi | 29 de juny de 2023      |
| 18         | 8                    | «Revancha»     | Eugenio Caracoche i Mariano Ardanaz | Joaquín Bonet i Sofía Wilhelmi | 29 de juny de 2023      |
| 19         | 9                    | «Fogata»       | Eugenio Caracoche i Mariano Ardanaz | Joaquín Bonet i Sofía Wilhelmi | 29 de juny de 2023      |

## Desenvolupament

### Producció
Al febrer del 2019, es va informar que Hernán Guerschuny i Marcelo Lavintman havien gravat un pilot de la sèrie que originalment portava el nom de Vida de gallos, que va estar sota la producció de Libero Media, HC Films i Brava Cine, amb la finalitat de vendre-ho a Espanya per a buscar una empresa productora que s'associï al projecte. El pilot contava la història d'un grup de quatre amics que soñoban amb canviar les seves vides a través del freestyle. A l'octubre del 2020, Guerschuny va confirmar que el projecte es diria Días de gallos, el qual anava a comptar tant amb la coproducció de Zepellin Studio, com de WarnerMedia i que es veuria per la plataforma HBO Max. Aquest mateix mes, es va informar que Joaquín Cambre s'havia sumat al projecte per a dirigir els episodis de la sèrie al costat de Guerschuny.
El 10 de febrer de 2021, WarnerMedia Latin America va realitzar el seu Upfront virtual, on va anunciar que la sèrie seria estrenada al juny d'aquest any juntament amb l'arribada de la plataforma streaming de HBO Max a Llatinoamèrica. Alhora, es va informar que Días de gallos comptaria amb 10 episodis de 45 minuts cadascun, mostrant les emocions i els somnis de tota una comunitat de joves talentosos que competeixen entre si mentre naveguen les seves relacions d'amistat, amor i sexe i intenten aprendre dels seus errors.

### Rodatge
La fotografia principal de la sèrie va començar a la fi de novembre de 2020 a la província de Buenos Aires. A l'abril del 2021, van concloure les gravacions de la sèrie.

### Càsting
El pilot original de la sèrie, gravat al febrer de 2019, va estar protagonitzat per Ángela Torres, Lorenzo Ferro, Wos, RepliK i Manu Vieytes, dels quals, segons el comunicat a l'agost del 2020, solament Torres va quedar confirmada per al projecte final. A l'octubre d'aquest any, es va anunciar que Delfina Chaves s'havia unit a l'elenc.
Al febrer de 2021, es va informar que el traper Ecko i l'actor Tomás Wicz serien els altres dos protagonistes al costat de Torres, els qui estarien acompanyats per actors d'experiència com Julieta Zylberberg, Carlos Portaluppi i Rafael Spregelburd. A més, es va anunciar que la sèrie comptaria amb la presència d'uns altres freestylers com Roma, NTC, Klan, Cacha, La Joaqui i l'actriu drag La Queen. A l'abril de 2021, es va confirmar que els actors Franco Rizzaro, Paola Barrientos, Lautaro Delgado i Laura Cymer s'havien unit a l'elenc, igual que els rapers Stuart i Tata. Aquest mateix mes, es va informar que Ignacio Quesada s'havia integrat a l'elenc principal i que la sèrie tindria cameos de diferents artistes de la música.
Al març del 2022, es va anunciar que Tomás Fonzi i Stefanía Roitman es van unir a l'elenc per a la seva segona temporada.

## Premis i nominacions
| Llista de premis i nominacions | Llista de premis i nominacions | Llista de premis i nominacions                                          | Llista de premis i nominacions                                                                                 | Llista de premis i nominacions | Llista de premis i nominacions |
| Any                            | Cerimònia de premiación        | Categoria                                                               | Nominat/a (s)                                                                                                  | Resultat                       | Ref(s)                         |
| ------------------------------ | ------------------------------ | ----------------------------------------------------------------------- | --- | ------------------------------ | ------------------------------ |
| 2021                           | Premis Argentores              | Millor Guió Sèrie                                                       | Días de gallos                                                                                                 | Guanyador                      | [ 21 ]                         |
| 2022                           | Produ Awards                   | Millor Sèrie Infantil Juvenil                                           | Días de gallos                                                                                                 | Guanyador                      | [ 22 ] [ 23 ]                  |
| 2022                           | Produ Awards                   | Millor Actriu Principal - Sèrie Dramàtica                               | Ángela Torres                                                                                                  | Nominat                        | [ 22 ] [ 23 ]                  |
| 2022                           | Produ Awards                   | Millor Guió - Sèrie                                                     | Joaquín Bonet, Hernán Guerschuny i Lucas Jinkis                                                                | Nominat                        | [ 22 ] [ 23 ]                  |
| 2022                           | Produ Awards                   | Millor Direcció de Fotografia                                           | Guillermo Zappino i Gustavo Biazzi                                                                             | Nominat                        | [ 22 ] [ 23 ]                  |
| 2022                           | Premis Cóndor de Plata         | Millor Sèrie de Comèdia                                                 | Días de gallos                                                                                                 | Nominat                        | [ 24 ]                         |
| 2022                           | Premis Cóndor de Plata         | Millor Actor Protagonista en Comèdia                                    | Tomás Wicz | Nominat                        | [ 24 ]                         |
| 2022                           | Premis Cóndor de Plata         | Millor Actriu Protagonista en Comèdia                                   | Ángela Torres                                                                                                  | Nominat                        | [ 24 ]                         |
| 2022                           | Premis Cóndor de Plata         | Millor Música Original                                                  | Nicolás Cotton                                                                                                 | Nominat                        | [ 24 ]                         |
| 2022                           | Premis Cóndor de Plata         | Millor Cançó Original                                                   | «Días de gallos» per Ángela Torres, Ecko, Mateo Rodo, Nicolás Cotton i Veeyam                                  | Nominat                        | [ 24 ]                         |
| 2022                           | Premis Cóndor de Plata         | Millor Cançó Original                                                   | «Fuego» per Ecko, Emmanuel Horvilleur, Joaquín Bonet, Mateo Rodo, Nicolás Cotton, Sofía Wilhemi, Tata i Veeyam | Nominat                        | [ 24 ]                         |
| 2023                           | Produ Awards                   | Millor Sèrie Musical                                                    | Días de gallos                                                                                                 | Pendent                        | [ 25 ]                         |
| 2023                           | Produ Awards                   | Millor Actriu Principal - Sèrie i Minisèrie Històrica, Política, Social | Ángela Torres                                                                                                  | Pendent                        | [ 25 ]                         |
| 2023                           | Produ Awards                   | Millor Actor Principal - Sèrie i Minisèrie Històrica, Política, Social  | Tomás Wicz | Pendent                        | [ 25 ]                         |
| 2023                           | Premis Cóndor de Plata         | Millor sèrie de comèdia i/o musical                                     | Días de gallos                                                                                                 | Nominat                        | [ 26 ]                         |
| 2023                           | Premis Cóndor de Plata         | Millor actor protagonista en comèdia i/o musical                        | Tomás Wicz | Nominat                        | [ 26 ]                         |
| 2023                           | Premis Cóndor de Plata         | Millor cançó original                                                   | «El espónsor» por Cucho, Ángela Torres, Ecko i Tomás Wicz                                                      | Nominat                        | [ 26 ]                         |